# Чинбатын Анун
Чинбатын Анун (монг. Чинбатын Анун; род. 1985) — участница конкурса красоты, представлявшая Монголию на конкурсе «Мисс Мира 2008» в Южно-Африканской республике.

## Образование
Окончив десятилетнюю школу № 23 в Улан-Баторе, в 2002—2005 годах проучилась в японском Международном бизнес-колледже, затем поступила на факультет туристического менеджмента в токийский университете Риккё.